# Gian Luigi Gigli
Gian Luigi Gigli (Roma, 22 settembre 1952) è un politico e neurologo italiano.

## Biografia
Laureato con lode in Medicina e Chirurgia presso l'Università La Sapienza di Roma nel 1976, Gian Luigi Gigli è specializzato in psichiatria (1980) e in neurologia (1984) presso l'Università Cattolica del Sacro Cuore di Roma. Svolge l'attività di professore di neurologia nell'Università degli Studi di Udine.
Ha fatto parte del Pontificio Consiglio per la Pastorale Sanitaria (1999-2010) e della Pontificia Accademia per la Vita.
Membro del Consiglio Esecutivo dell'Associazione Scienza & Vita, si è battuto contro l'interruzione della nutrizione artificiale di Eluana Englaro, guidando il Comitato Friulano "per Eluana e per tutti noi".
Alle elezioni europee del 2009 si candida sotto le insegne dell'Unione di Centro come capolista nel Nord-Est, ricevendo 15.163 voti e risultando secondo dietro l'eletto Tiziano Motti.
Alle elezioni politiche del 2013 viene eletto deputato della XVII legislatura della Repubblica Italiana per Scelta Civica, Il 10 dicembre 2013 aderisce al gruppo parlamentare Democrazia Solidale - Centro Democratico, aderendo dapprima ai Popolari per l'Italia di Mario Mauro (dal 2013 al 2014) ed infine a Democrazia Solidale di Lorenzo Dellai (dal 2014 ad oggi).
Il 22 marzo 2015 è stato eletto presidente dall'assemblea generale del Movimento per la Vita Italiano, succedendo a Carlo Casini.
Nel dicembre 2017 aderisce a Energie per l'Italia di Stefano Parisi, candidato sindaco a Milano nel 2016.